# Eucephalacris brasiliensis
Eucephalacris brasiliensis är en insektsart som först beskrevs av Bruner, L. 1911.  Eucephalacris brasiliensis ingår i släktet Eucephalacris och familjen gräshoppor. Inga underarter finns listade i Catalogue of Life.